# Agrostis pisidica
Agrostis pisidica é uma espécie de gramínea do gênero Agrostis, pertencente à família Poaceae.